# Chartocerus intermedius
Chartocerus intermedius är en stekelart som beskrevs av Hayat 1976. Chartocerus intermedius ingår i släktet Chartocerus och familjen långklubbsteklar. Inga underarter finns listade i Catalogue of Life.